# Пряма термічна стратифікація
Пряма термічна стратифікація — пониження температури води від поверхні до дна водойми.
Типова влітку в помірних поясах та протягом всього року в тропічних поясах.
В глибоких озерах приводить до розділення маси води водоймища на три шари:
- епілімніон,
- металімніон,
- гіполімніон.